# Peru (CDP, New York)
Pour les articles homonymes, voir Peru.
Peru est une census-designated place du comté de Clinton, dans l'État de New York, aux États-Unis,. En 2020, elle compte une population de 1 843 habitants.